# Eukiefferiella tentoriola
Eukiefferiella tentoriola är en tvåvingeart som först beskrevs av Tokunaga 1939.  Eukiefferiella tentoriola ingår i släktet Eukiefferiella och familjen fjädermyggor. Inga underarter finns listade i Catalogue of Life.